# Maurice Xhrouet
Maurice Xhrouet (Verviers, 1892 - Linkebeek, 1992) était un sculpteur  à Uccle (Bruxelles). Avant-gardiste, primé à la biennale de Venise en 1922, il reçut le Prix national des Beaux-Arts de Belgique pour l’ensemble de son œuvre en 1957. Il était l’ami intime du peintre flamand de Drogenbos, Félix De Boeck.
Mau Xhrouet écrit en 1923: « Plus une admiration est grande, plus l’infériorité de l’admirateur l’est aussi. Pouvoir se dire sans aucune fatuité  en regardant son œuvre : c’est bien, n’est ce pas un bonheur plus grand que d’entendre les félicitations d’admirateurs ? » .

## Son œuvre

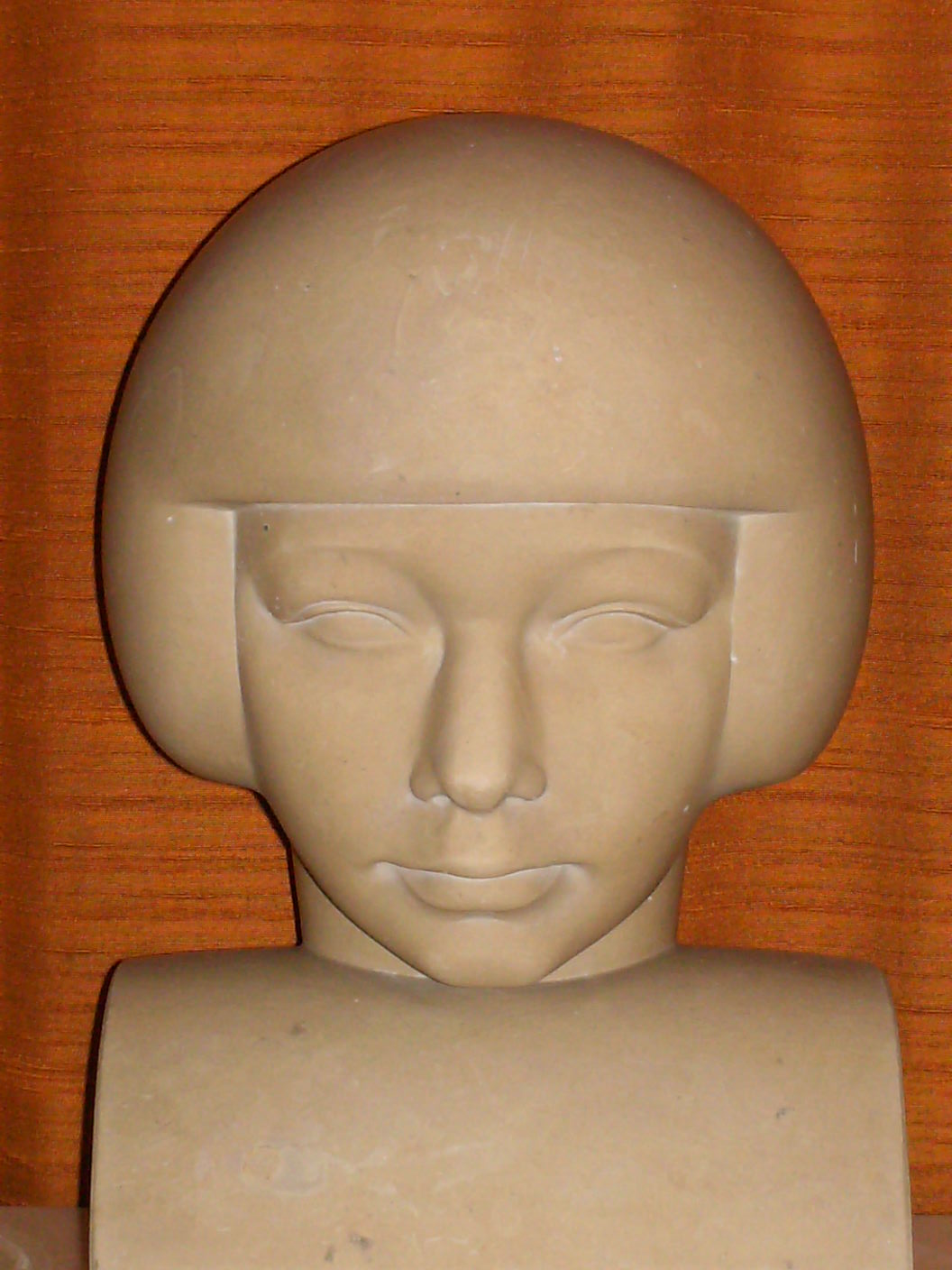
Mymi l'égyptienne, Mau Xhrouet, 1923

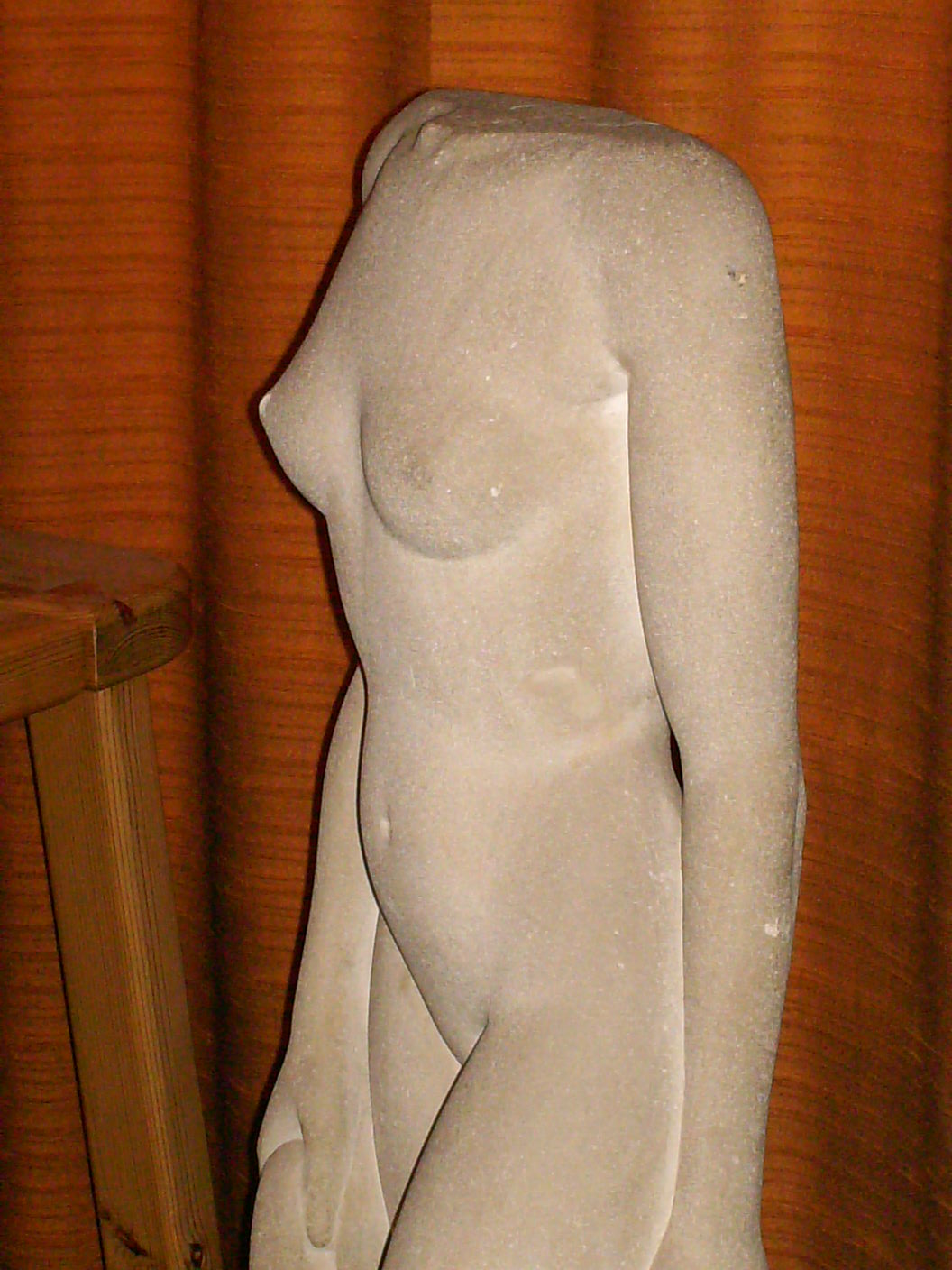
Torce, Mau Xhrouet, ca. 1940

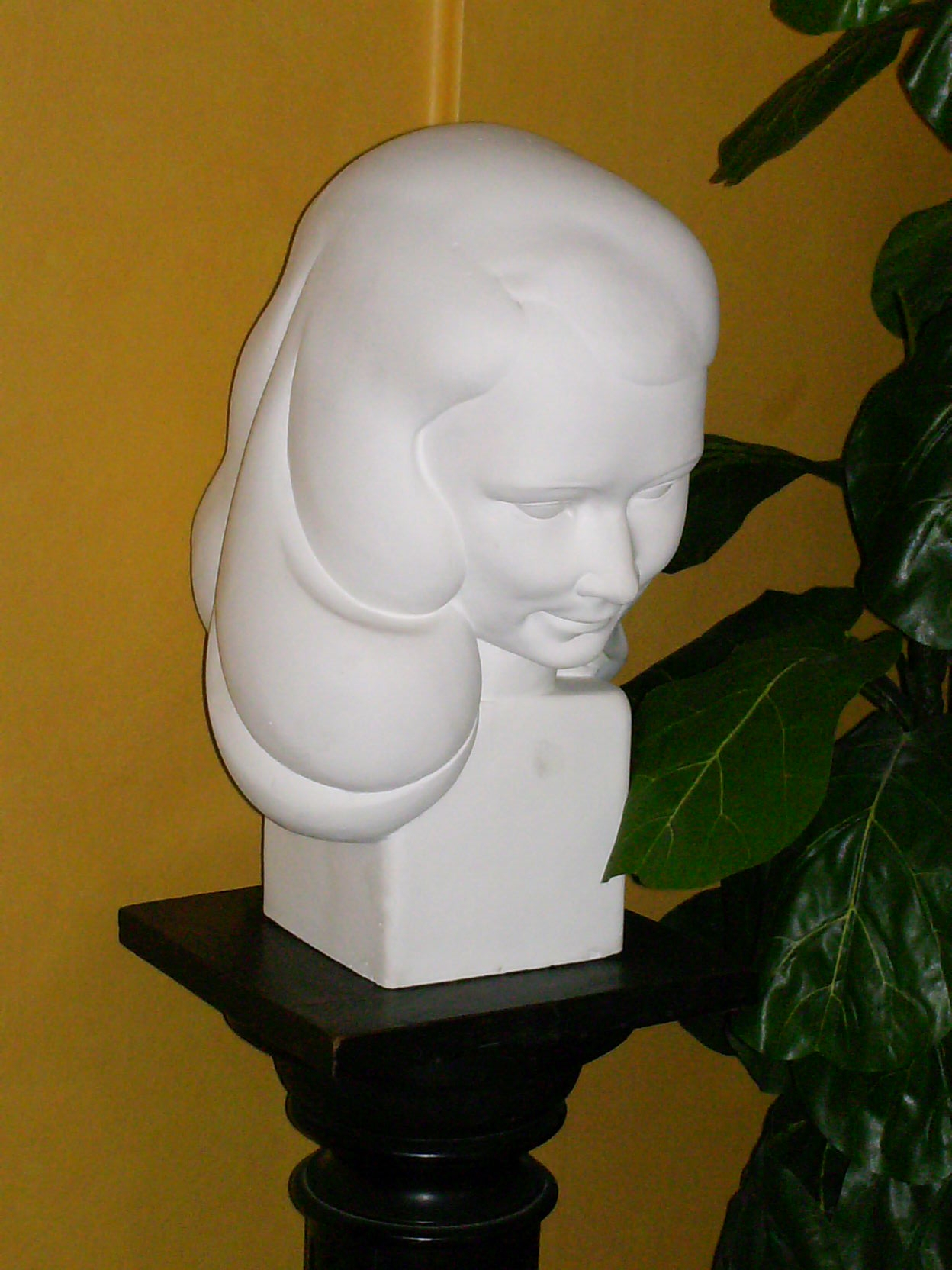
La Bonté, Mau Xhrouet, ca. 1950

Joost De Geest, critique d’art, écrit : « Après la Première guerre, la génération de l’avant-garde aspirait à un art communautaire de forme stricte, doublé des meilleures intentions sociales. Mais il s’avéra illusoire de croire que la société pourrait accepter ce langage abstrait, perçu comme étant théorique. Le crash et l’effondrement du marché de l’art, vers 1930, débouchèrent sur un retour de l’art classique (entendez par là : figuratif), tandis que la version mondaine de l’avant-garde, l’Art déco, continuait d’établir son succès commercial dans les palais flottants, les habitations de luxe et les expositions universelles.
Maurice Xhrouet, dans les années 1920 fait partie d’un certain nombre de cercles artistiques comme l’Hélice, où l’on débat avec véhémence de la plastique pure et de l’art communautaire. Il exposera d’ailleurs avec ce cercle en 1923. En 1924, il participe à la Biennal de Venise, où il expose quelques œuvres cubistes. En 1925, le magazine Nervie publie de lui une courte biographie. En novembre de la même année, il participe à l’exposition « Un groupe de peintres constructeurs » à l’hôtel Ravenstein à Bruxelles. Il participera ensuite à l’Exposition sur les Arts décoratifs à Monza avec un stand d’art abstrait. Dans « La sculpture en Belgique 1830-1930 », on retrouve la remarque suivante : « Avec Maurice Xhrouet, nous atteignons le seuil de l’extrémisme : si ses groupes sont réalisés suivant la tendance cubiste, ils restent malgré tout lisibles dans leur équilibre ». Xhrouet se voit donc assigner une sorte de position intermédiaire entre l’abstraction totale et ce qui peut encore être compris par le public.
Les expositions internationales et universelles donneront l’occasion à Xhrouet de laisser la liberté de son imagination s’exprimer. C’est ainsi que l’on put admirer des œuvres de Xhrouet à l’Exposition internationale d’Anvers de 1930, sur l’esplanade des Nations, sa contribution au Pavillon du gaz de l’Exposition universelles de Bruxelles, en 1935, celle de Paris en 1937, l’Exposition international de l’Eau à Liège en 1939. On peut dire que sa production dans les années 1920 et 1930 s’apparentait étrangement à ce qui était considéré alors à l’échelon international comme l’art moderniste.
Dans le courant des années 1930, le style de Xhrouet évolue vers une phase plus figurative et connaît l’influence de l’art égyptien. En 1941, il recevra des critiques élogieuses pour son exposition à la galerie Vé Bé. En 1946, il reçoit le Prix Braecke pour son Torse qui connut un  succès ensuite au Salon quadriennal d’Anvers et au Palais des Beaux-Arts de Bruxelles. En 1947, il reçoit le Prix biennal des Beaux-Arts pour l’ensemble de son œuvre. Il écrit : « L’œuvre n’est, à mon sens, œuvre d’art qu’en raison de la générosité qui la fit naître, générosité qui est en elle et qui doit en quelque sorte rayonner d’elle jusqu’au spectateur ». Maurice Carême écrivait en 1952 à propos de Xhrouet : « J’aime son œuvre pétrie de sensibilité ».
« Par la voie douce de la musique de Bach, je vous retrouve combien détaché de tout ce qui fait la vie quotidienne, qui fut toujours si éloignée de vous qui vivez plutôt parmi les étoiles. Votre vision intérieure des choses est votre récompense. Les lignes, les formes s’inscrivent au milieu de votre cœur qui les a créées, pendant toute votre existence… En toute affection et admiration, mes deux mains aux vôtres ». Akarova, 1972.

## Biographie
Maurice Xhrouet naît à Verviers le 6 décembre 1892. À l’âge de six ans, il arrive à Bruxelles, au 192 de la rue Royale, où son père ouvre la Maison Charles Xhrouet, fabrique de Cadres pour Tableaux. Le milieu était propice à l’envie de travailler le dessin et la sculpture. Dans le même temps, le jeune Maurice est à la fois baigné dans l’esprit d’entreprise de l’époque et dans la tradition culturelle et artistique de sa famille. À 12 ans, il s’inscrit aux cours du soir de l’Académie des beaux-arts de Saint-Josse-ten-Noode voisine considérée comme progressiste. Au grand désespoir de son père, qui l’aurait souhaité plutôt successeur de ses affaires, Maurice Xhrouet s’inscrit en 1908 à l’Académie royale des beaux-arts de Bruxelles pour une formation complète. Il y obtient une série de premiers prix tant en dessin qu’en sculpture.
La mobilisation de 1914 l’amène dans la compagnie universitaire sur le front de l’Yser. Gravement meurtri par une infection buccale, il sera recueilli en avril 1915 par la comtesse de la Vieuville au château de Tourdelin à Saint-Thual (Rennes). Un pavillon du château devient aussitôt son atelier. Il y dessinera, peindra, sculptera une cinquantaine d’œuvres et portraits, pour la plupart encore fort empruntés d’académisme. Il aura l’occasion de voyager aussi vers Nantes, Lyon, Chambéry, Toulon, Paris, et de s’imprégner des écoles et tendances artistiques de l’époque.
En 1919, il revient à Bruxelles et épouse Caroline De Kesel, fille du peintre et sculpteur gantois, Prix de Rome, Karel De Kesel, qu’il a connu à l’Académie de Bruxelles avant-guerre. Cette même année, il rencontre le peintre Félix De Boeck, dans sa ferme de Drogenbos avec qui il ne cessera de partager amitié et démarche artistique.
Dans son premier atelier chaussée de Waterloo, à Ma Campagne (Ixelles), il rompt avec les traditions reçues et s’exprime d’une manière nouvelle. La ligne, la couleur et la forme vont se donner une nouvelle apparence. Pour libérer complètement son art des contraintes matérielles, il prend comme art alimentaire, la création de dessins de broderie pour différentes manufactures de lingerie.
En 1921, il participe à sa première exposition dans la grande galerie du Musée royal d’Art et d’Histoire, aux côtés du peintre Marcel Baugniet. Ses études de l’art abstrait sont d’une étonnante fascination ; il passe du modèle au croquis académique pour entamer ensuite de véritables recherches de l’expression moderniste. Il participe alors à différents cercles d’avant-garde. On écrit de lui : « ...peut-être la sculpture de Xhrouet éclairera-t-elle le public sur ce que doit être la vraie sculpture décorative et en même temps la vraie architecture, car elle exprime vraiment plus qu’elle ne semble vouloir exprimer et contient en elle la norme de la construction de l’architecture ».
En 1924, Maurice Xhrouet s’installe au 45 de la rue Robert Scott, à Uccle, dans une maison doublée d’un atelier, construite par l’architecte Hoeben dans les lignes modernistes de l’époque. Il y poursuit ses recherches, détruisant souvent l’œuvre produite dès que le problème plastique posé lui semble résolu.
Dans les années 1930, Maurice Xhrouet semble faire la synthèse de ses années de recherches et intègre dans son œuvre les influences de l’art égyptien : « La stylisation des œuvres de Xhrouet ne les empêche nullement de demeurer « dans la vie ». C’est là un « aboutissement » d’une étonnante sobriété que peu d’artistes de chez nous peuvent atteindre… ».
En 1946, il obtient le Prix Pierre Braecke pour son « Torse », puis en 1947, le Prix biennal des Beaux-Arts pour l’ensemble de son œuvre. Henri Kerels écrit dans le journal La Lanterne de cette même année : « … Maurice Xhrouet est le sculpteur qui sait donner à ses créations un sens décoratif élevé tout en leur conservant un caractère profondément humain. Sa conception purement et uniquement sculpturale guide sa main vers une simplification constructive des volumes et vise à nous donner des œuvres pleines et harmonieuses. Ce dépouillement raisonné conduit à la synthèse et renforce l’expression. Il existe de Xhrouet des petites têtes d’enfants qui sont de grandes sculptures. Ces effigies rendent merveilleusement la douceur candide et la malice des mioches. Ses portraits d’adultes sont profonds, ses nus dignes et gracieux, ses animaux nobles. Une vie calme anima intérieurement la généralité de ses œuvres. Le buste plus grand que nature du poète Edmond Vandercamen, renferme toutes les qualités : distinction, expression, vie intérieure, simplification, sens décoratif, que nous tenons à souligner… ».
Dans les années 1950, il poursuivra son œuvre en participant notamment au cercle Uccle Centre d’Art. Il s’intéressera aussi, plus particulièrement, à la sculpture de plein air en participant aux Biennales nationales de « La Sculpture de Plein Air » organisées dans les jardins de la Maison d’Érasme à Anderlecht. Il y expose aux côtés d’Akarova et d’œuvres de la reine Élisabeth de Belgique, protectrice des arts, à qui il doit d’avoir connu une heureuse convalescence à Rennes de 1915 à 1919. Il participera aussi avec son ami, l'architecte Josse Franssen à des réflexions et des réalisations pour intégrer l'image dans l'architecture de l'époque dont on pourra voir un exemple à Bruxelles (Uccle), avenue Brugmann, maison Brugmann[Lequel ?].
Maurice Xhrouet réalisera sa dernière œuvre sculpturale en 1960, à l’âge de 68 ans. Il poursuivra alors son œuvre dans la peinture. Touché peu à peu par la cécité, il quittera son atelier d’Uccle en 1980, à l’âge de 87 ans, et s’éteindra paisiblement à Linkebeek en 1992, dans sa centième année.